# Bentleyville
Bentleyville és una vila dels Estats Units a l'estat d'Ohio. Segons el cens del 2000 tenia 947 habitants.

## Demografia
Segons el cens del 2000, Bentleyville tenia 947 habitants, 297 habitatges, i 263 famílies. La densitat de població era de 140,1 habitants/km².
Dels 297 habitatges en un 52,9% hi vivien nens de menys de 18 anys, en un 85,9% hi vivien parelles casades, en un 2,4% dones solteres, i en un 11,4% no eren unitats familiars. En el 8,8% dels habitatges hi vivien persones soles el 2,4% de les quals corresponia a persones de 65 anys o més que vivien soles. El nombre mitjà de persones vivint en cada habitatge era de 3,19 i el nombre mitjà de persones que vivien en cada família era de 3,43.
Per edats la població es repartia de la següent manera: un 36,4% tenia menys de 18 anys, un 3,2% entre 18 i 24, un 21,5% entre 25 i 44, un 32,7% de 45 a 60 i un 6,1% 65 anys o més.
L'edat mediana era de 41 anys. Per cada 100 dones de 18 o més anys hi havia 99,3 homes.
La renda mediana per habitatge era de 160.902 $ i la renda mediana per família de 183.243 $. Els homes tenien una renda mediana de 100.000 $ mentre que les dones 55.313 $. La renda per capita de la població era de 72.392 $. Cap de les famílies i l'1% de la població estaven per davall del llindar de pobresa.

## Poblacions properes
El següent diagrama mostra les poblacions més properes.